# Ascalaphus clavicornis
Ascalaphus clavicornis är en insektsart som beskrevs av Lichtenstein 1796. Ascalaphus clavicornis ingår i släktet Ascalaphus och familjen fjärilsländor. Inga underarter finns listade i Catalogue of Life.